# Idaea rusticata
Idaea rusticata là một loài bướm đêm thuộc họ Geometridae. Nó được tìm thấy ở châu Âu.
Sải cánh dài 19–21 mm. Chiều dài cánh trước là 9–11 mm. Con trưởng thành bay vào ban đêm từ tháng 7 đến tháng 8 , và bị ánh sáng thu hút.
1. ^ Mùa bay là mùa đề cập tại Quần đảo Anh. Nó có thể thay đổi trong khu vực khác của phạm vi phân bố.

## Hình ảnh

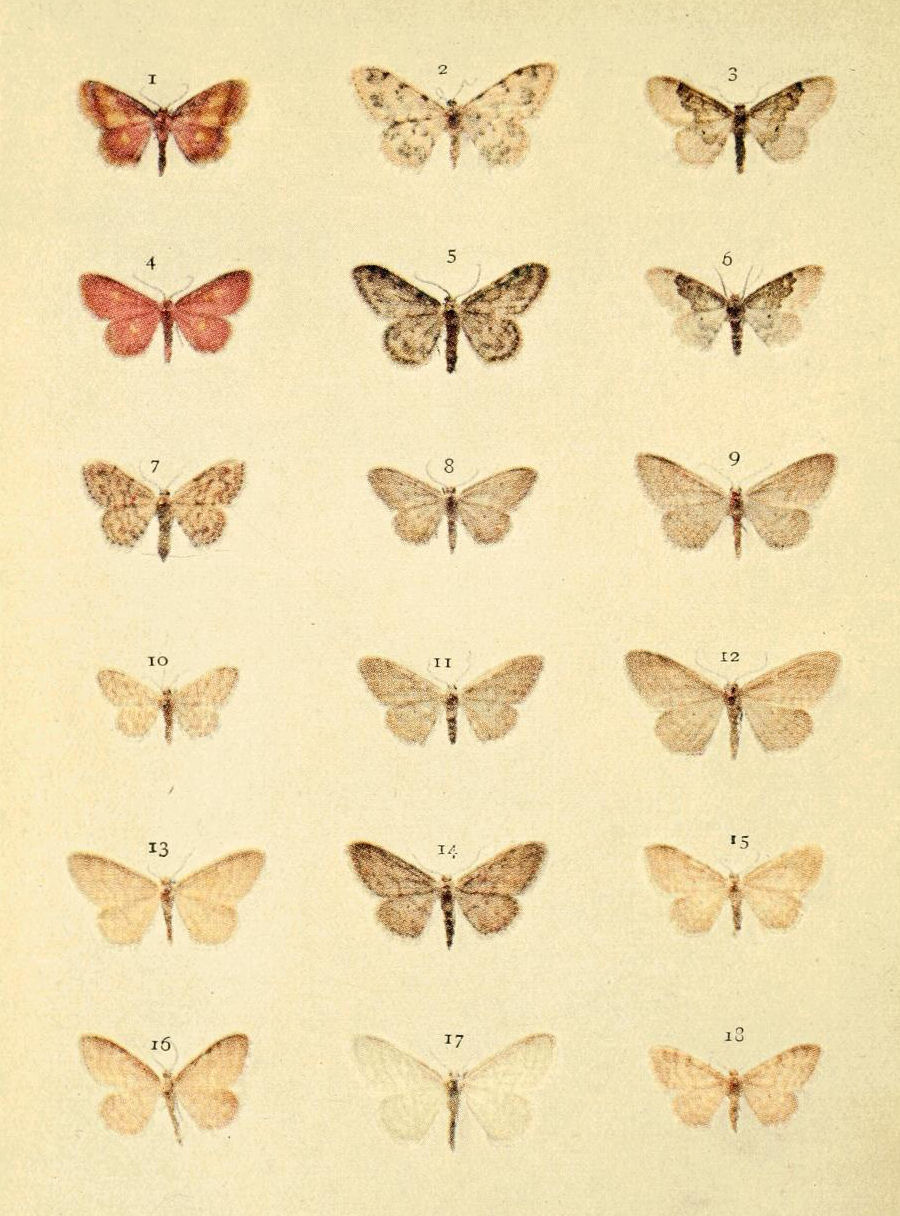
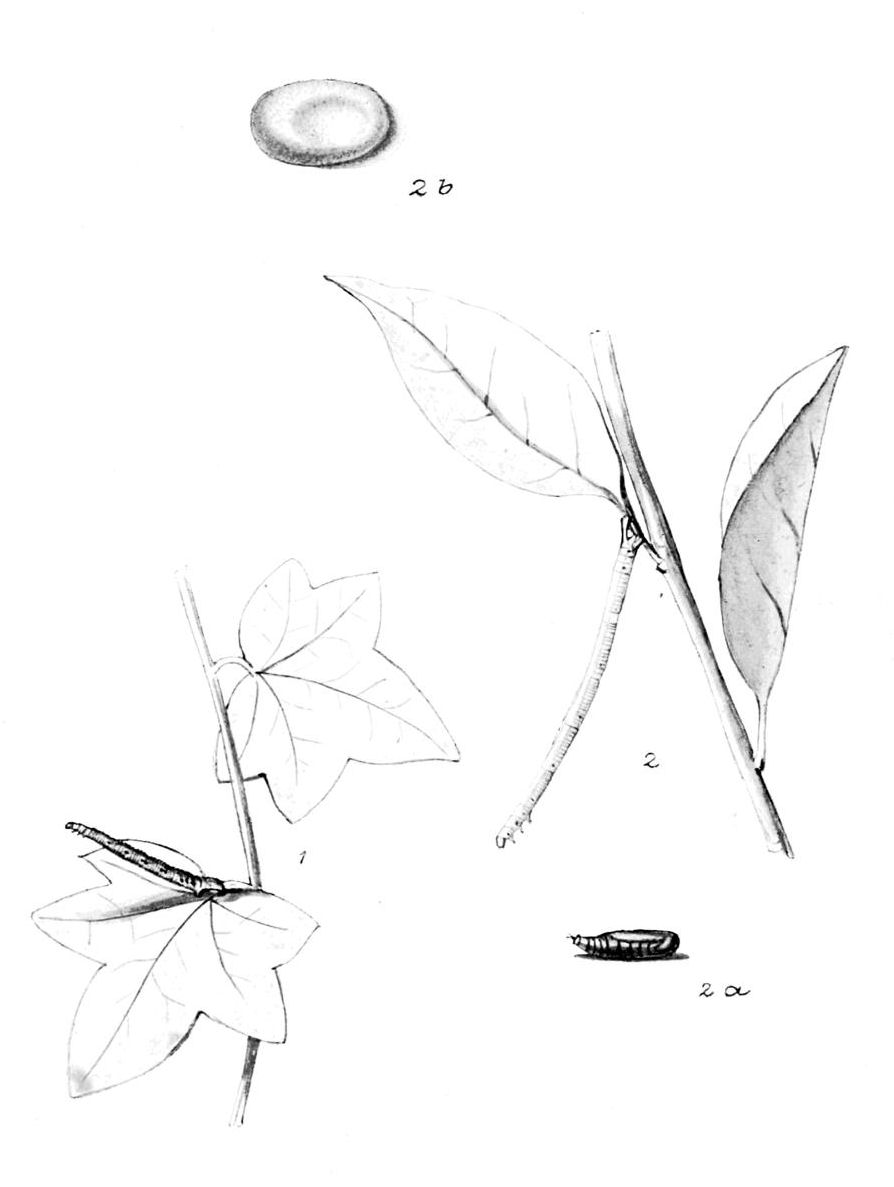